# Dečko
Dečko je priimek v Sloveniji, ki ga je po podatkih Statističnega urada Republike Slovenije na dan 1. januarja 2010 uporabljalo 63 oseb in je med vsemi priimki po pogostosti uporabe uvrščen na 6.369. mesto. 

## Znani nosilci priimka
- Ivan Dečko (1859—1908), pravnik in politik